# Agence VII
L'Agence VII (seven - sept en anglais) est une agence photographique, avec des bureaux à New York, Los Angeles et Paris. Elle a été fondée par sept grands reporters (d'où son nom) le 9 septembre 2001.

## Membres

### Photographes fondateurs de VII
- Alexandra Boulat
- Ron Haviv
- Gary Knight (en)
- Antonín Kratochvíl (en)
- Christopher Morris
- James Nachtwey (il quitte l'agence en 2011[2])
- John Stanmeyer

### Photographes ayant rejoint VII après la fondation
- 2002 : Lauren Greenfield (elle quitte l'agence en 2009[3])
- 2004 : Joachim Ladefoged[4]
- 2006 : Eugene Richards (il quitte l'agence en 2008[3])
- 2009 : Stephanie Sinclair[5]

#### Membre émérite
- Éric Bouvet[6]

## Ouvrages
- Agence VII, t. 45, Reporters sans frontières (RSF) / édition illustrée, coll. « 100 photos pour la liberté de la presse », 7 mai 2014, 144 p. (ISBN 978-2362200243)[7].